# You love
『you love』（ユー・ラブ）は、羊文学のEP。2021年8月25日にF.C.L.S.よりリリースされた。

## 概要
羊文学としては、2020年12月リリースのスタジオ・アルバム『POWERS』以来の作品となった。
本作は「家」「帰る場所」をテーマとして制作された。ボーカル・ギターの塩塚モエカによれば、当初は「マヨイガ」と同曲の別バージョンの2曲をリリースすることが決まっていたが、塩塚個人としては「2曲入りCDはどうなのかな？」という気持ちを抱いていたため、スタッフと相談してEPという形式でのリリースとなったという。また、テーマとしては「具体的な家というより、"安心できる場所"」である、とも語っている。

## 収録曲
| 全作詞・作曲: 塩塚モエカ。 |                                  |            |            |
| #                          | タイトル                         | 作詞       | 作曲・編曲 |
| 1.                         | 「マヨイガ」                     | 塩塚モエカ | 塩塚モエカ |
| 2.                         | 「あの街に風吹けば」             | 塩塚モエカ | 塩塚モエカ |
| 3.                         | 「なつのせいです」               | 塩塚モエカ | 塩塚モエカ |
| 4.                         | 「白河夜船」                     | 塩塚モエカ | 塩塚モエカ |
| 5.                         | 「夜を越えて」                   | 塩塚モエカ | 塩塚モエカ |
| 6.                         | 「マヨイガ with 蓮沼執太フィル」 | 塩塚モエカ | 塩塚モエカ |
| 合計時間:                  | 合計時間:                        | 27:02      |            |

## 楽曲について
1. マヨイガ
本作リリースと同日に公開となったアニメーション映画『岬のマヨイガ』主題歌。
前作『POWERS』リリース後に制作された。リリースされた音源はバンドサウンドだが、塩塚によれば、曲を書いた際は「オーケストラのアレンジしか思い浮かばなかった」という[1]。
2. あの街に風吹けば
映画のために書かれた楽曲の一つだが、リリース当時はタイアップ曲ではなかった。
ベース・河西ゆりかは「楽しげな曲ですよね（笑）。手拍子が入ってたり、いつもとは違う音も取り入れて。遊び心のある楽曲だと思います」と語っている。
リリース翌年の2022年には、テレビ朝日系列『あざとくて何が悪いの?』の番組内ドラマ企画『あざと連ドラ』第5弾の主題歌に起用された[2]。
3. なつのせいです
この楽曲のドラムについて、ドラムス・フクダヒロアははっぴいえんどのイメージだと語っている。また塩塚はこの楽曲はYuckに影響を受けているとし、はっぴいえんどの『夏なんです』のカバーが収録されているYuckの1stアルバムを研究して制作したと語っており、「いつもよりギターを重ねたり、歌詞の韻を意識したり、いろいろと挑戦している曲」としている[1]。
4. 白河夜船
塩塚による弾き語りの楽曲。
タイトルの『白河夜船』は塩塚が観た映画（原作は吉本ばななによる小説）が由来で、同作をモチーフに塩塚が20歳前後の頃に書いた曲[1]。自主制作盤『BlUE.ep』に収録されていた。
5. 夜を越えて
イントロのギターから制作された楽曲。仮タイトルは「いい曲」だった[1]。
「monogatary.com」が開催したコンテスト「第二回 羊文学賞」（協力：講談社）のお題楽曲に採用された[3]。
6. マヨイガ with 蓮沼執太フィル
蓮沼執太フィルが参加している。前年には蓮沼執太フィルの楽曲『HOLIDAY feat. 塩塚モエカ』に塩塚がボーカルとして参加したり、コンサートに出演したりと関係も深く、塩塚は「個人的に“フィーチャリングやコラボレーションをもっと身軽にやりたい”という気持ちもあって。お願いしたら、快く引き受けてくれました」と語っている。